# Roberto Farinella

Bischofswappen von Roberto Farinella

Roberto Farinella (* 24. Mai 1968 in Castellamonte, Italien) ist ein italienischer Geistlicher und römisch-katholischer Bischof von Biella.

## Leben
Nach dem Besuch des Istituto Tecnico Commerciale in Cuorgnè trat Roberto Farinella 1987 in das Priesterseminar des Bistums Ivrea ein und begann das Studium der Philosophie und Katholischen Theologie an der Federazione Interreligiosa Studentati Teologici in Turin. Von September 1993 bis 1996 war er Alumne des Almo Collegio Capranica in Rom. Farinella erwarb an der Päpstlichen Universität Gregoriana ein Lizenziat im Fach Kanonisches Recht. Am 24. September 1994 empfing er durch den Bischof von Ivrea, Luigi Bettazzi, das Sakrament der Priesterweihe.
Von 1996 bis 1997 war Roberto Farinella als Leiter des Diözesanzentrums für Berufungen und Jugendpastoral sowie als Subregens des Priesterseminars in Ivrea tätig. 1997 wurde er Pfarradministrator der Pfarrei San Giovanni Battista in Castellamonte. Zudem war Farinella Ehebandverteidiger am Kirchengericht der Kirchenregion Piemont und ab 1999 Richter. Von 2001 bis 2018 war Farinella Regens des Priesterseminars in Ivrea. Seit 2014 war Roberto Farinella zusätzlich Pfarrer der Kathedrale Santa Maria Assunta in Ivrea und Bischofsvikar für das Geweihte Leben sowie ab 2018 Diözesankanzler.
Am 27. Juli 2018 ernannte ihn Papst Franziskus zum Bischof von Biella. Der Bischof von Ivrea, Edoardo Aldo Cerrato CO, spendete ihm am 29. September desselben Jahres die Bischofsweihe; Mitkonsekratoren waren der emeritierte Bischof von Biella, Gabriele Mana, und der emeritierte Bischof von Ivrea, Luigi Bettazzi. Die Amtseinführung erfolgte am 14. Oktober 2018.